# Amy Finkelstein
Amy Nadya Finkelstein (2 de noviembre de 1973) es una profesora de economía en el Instituto Tecnológico de Massachusetts de Tecnología (MIT), codirectora y asociada de investigación del National Bureau of Economic Research.

## Educación
Estudió la licenciatura en la Universidad de Harvard (summa cum laude) en 1995. En 1997 completó un doctorado en Economía en el Instituto Tecnológico de Massachusetts de Tecnología.

## Carrera
Finkelstein formó parte de la Harvard Society of Fellows durante tres años. En 2005 ingresó como profesora en la Facultad de Economía del Instituto Tecnológico de Massachusetts de Tecnología.

## Investigación
Su área de especialización de es en finanzas públicas y economía de la salud, con un enfoque en seguros de salud. Conduce investigación sobre el impacto del gobierno y sus políticas en los mercados de seguros y en el sistema de salud.

## Reconocimientos
En 2012, recibió la Medalla John  Bates Clark.